# Acalolepta griseoplagiata
Acalolepta griseoplagiata es una especie de escarabajo longicornio del género Acalolepta, tribu Monochamini, subfamilia Lamiinae. Fue descrita científicamente por Breuning en 1935.
Se distribuye por Sri Lanka. Mide aproximadamente 14-17 milímetros de longitud.